# إيونيل أغوستين
إيونيل أغوستين (بالرومانية:Ionel Augustin)، من مواليد 11 أكتوبر 1955، لاعب كرة قدم روماني سابق.
لعب مع منتخب رومانيا لكرة القدم.

## روابط خارجية
- إيونيل أغوستين على موقع الاتحاد الدولي (مؤرشف)  (الإنجليزية)
- إيونيل أغوستين على موقع الاتحاد الأوربي (الإنجليزية)
- إيونيل أغوستين على موقع قاعدة بيانات كرة القدم.إي يو (الإنجليزية)
- إيونيل أغوستين على موقع ناشيونال فوتبول تيمز (الإنجليزية)
- إيونيل أغوستين على موقع Soccerway.com (الإنجليزية)
- إيونيل أغوستين على موقع عالم كرة القدم.نت (الإنجليزية)